# Fred Ho
Fred Ho (chino: 侯维翰, pinyin: Hóu Wéihàn, nacido como Fred Wei-han Houn, 10 de agosto de 1957 - 12 de abril de 2014) fue un saxofonista barítono estadounidense de jazz, compositor, director de orquesta, dramaturgo, escritor y activista social marxista. En 1988 cambió su apellido por el de "Ho". Nació en Palo Alto, California.

## Biografía
Si bien a veces se lo asocia con el jazz americano asiático o movimientos de jazz de vanguardia, Ho mismo se opuso al uso de término "jazz" para describir la música tradicional afroamericana como la palabra "jazz" fue utilizada peyorativamente por los estadounidenses blancos para denigrar la música de los afroamericanos. En su papel como activista, muchas de sus obras fusionan las melodías de las músicas asiáticas y africanas indígenas y tradicionales, que como diría Ho es la música de la mayoría de la población mundial de personas.